# Comune di Ry (Danimarca)
Il comune di Ry, fino al 1º gennaio 2007 è stato un comune danese situato contea di Århus, il comune aveva una popolazione di 11 244 abitanti (2005) e una superficie di 152 km². Capoluogo era la cittadina omonima.
Dal 1º gennaio 2007, con l'entrata in vigore della riforma amministrativa, il comune è stato soppresso e accorpato, insieme ai comuni di Galten e Hørning al riformato comune di Skanderborg.